# Rosslea Manor
Rosslea Manor var en herrgård i Nordirland i Storbritannien. Den låg i byn Rosslea i grevskapet Fermanagh nära gränsen till Irland, 90 km väst om Belfast. Herrgården brann ner 1885.
Rosslea Manor ligger 75 meter över havet. Runt Rosslea Manor är det glesbefolkat, med 20 invånare per kvadratkilometer. Närmaste större samhälle är Lisnaskea, 17 km väster om Rosslea Manor. Trakten runt Rosslea Manor består i huvudsak av gräsmarker.